# Томас, Кайри
Кайри Томас (англ. Khyri Jaquan Thomas; род. 8 мая 1996[…], Омаха, Небраска) — американский профессиональный баскетболист, играющий на позиции атакующий защитник. Был выбран на драфте НБА 2018 года под 38-м номером.

## Профессиональная карьера

### Детройт Пистонс (2018–2020)
21 июня 2018 года Томас был выбран на драфте НБА 2018 года под 38-м номером клубом «Филадельфия Севенти Сиксерс», затем он был обменян в «Детройт Пистонс» а 2 будущих выбора во втором раунде драфта. Томас дебютировал в НБА 9 ноября 2018 года в матче против клуба «Атланты Хокс», он провёл на площадке 4 минуты и реазиловал трёхочковый бросок.
20 ноября 2020 года Томас был обменян в «Атланту Хокс», а затем сразу же отчислен из нового клуба.

## Статистика

### Статистика в НБА
| Сезон                                                                                    | Команда | Регулярный сезон | Регулярный сезон | Регулярный сезон | Регулярный сезон | Регулярный сезон | Регулярный сезон | Регулярный сезон | Регулярный сезон | Регулярный сезон | Регулярный сезон | Регулярный сезон | Серия плей-офф | Серия плей-офф | Серия плей-офф | Серия плей-офф | Серия плей-офф | Серия плей-офф | Серия плей-офф | Серия плей-офф | Серия плей-офф | Серия плей-офф | Серия плей-офф |
| Сезон                                                                                    | Команда | GP               | GS               | MPG              | FG%              | 3P%              | FT%              | RPG              | APG              | SPG              | BPG              | PPG              | GP             | GS             | MPG            | FG%            | 3P%            | FT%            | RPG            | APG            | SPG            | BPG            | PPG            |
| ---------------------------------------------------------------------------------------- | ------- | ---------------- | ---------------- | ---------------- | ---------------- | ---------------- | ---------------- | ---------------- | ---------------- | ---------------- | ---------------- | ---------------- | -------------- | -------------- | -------------- | -------------- | -------------- | -------------- | -------------- | -------------- | -------------- | -------------- | -------------- |
| 2018/19                                                                                  | Детройт | 26               | 0                | 7,5              | 31,9             | 28,6             | 63,6             | 0,8              | 0,3              | 0,3              | 0,2              | 2,3              | 3              | 0              | 5,0            | 50,0           | 25,0           | 100,0          | 0,7            | 0,0            | 0,7            | 0,0            | 4,7            |
| 2019/20                                                                                  | Детройт | 8                | 0                | 7,7              | 29,4             | 35,7             | 50,0             | 0,1              | 0,4              | 0,4              | 0,0              | 2,1              | Не участвовал  | Не участвовал  | Не участвовал  | Не участвовал  | Не участвовал  | Не участвовал  | Не участвовал  | Не участвовал  | Не участвовал  | Не участвовал  | Не участвовал  |
|                                                                                          | Всего   | 34               | 0                | 7,5              | 31,4             | 30,6             | 60,0             | 0,6              | 0,3              | 0,3              | 0,1              | 2,3              | 3              | 0              | 5,0            | 50,0           | 25,0           | 100,0          | 0,7            | 0,0            | 0,7            | 0,0            | 4,7            |
| Наведите курсор мыши на аббревиатуры в заголовке таблицы, чтобы прочесть их расшифровку. |         |                  |                  |                  |                  |                  |                  |                  |                  |                  |                  |                  |                |                |                |                |                |                |                |                |                |                |                |

### Статистика в Джи-Лиге
| Сезон                                                                                    | Команда            | Регулярный сезон | Регулярный сезон | Регулярный сезон | Регулярный сезон | Регулярный сезон | Регулярный сезон | Регулярный сезон | Регулярный сезон | Регулярный сезон | Регулярный сезон | Регулярный сезон | Серия плей-офф | Серия плей-офф | Серия плей-офф | Серия плей-офф | Серия плей-офф | Серия плей-офф | Серия плей-офф | Серия плей-офф | Серия плей-офф | Серия плей-офф | Серия плей-офф |
| Сезон                                                                                    | Команда            | GP               | GS               | MPG              | FG%              | 3P%              | FT%              | RPG              | APG              | SPG              | BPG              | PPG              | GP             | GS             | MPG            | FG%            | 3P%            | FT%            | RPG            | APG            | SPG            | BPG            | PPG            |
| ---------------------------------------------------------------------------------------- | ------------------ | ---------------- | ---------------- | ---------------- | ---------------- | ---------------- | ---------------- | ---------------- | ---------------- | ---------------- | ---------------- | ---------------- | -------------- | -------------- | -------------- | -------------- | -------------- | -------------- | -------------- | -------------- | -------------- | -------------- | -------------- |
| 2018/19                                                                                  | Гранд-Рапидс Драйв | 10               | 10               | 32,4             | 50,0             | 43,8             | 90,0             | 3,0              | 1,9              | 1,7              | 0,1              | 20,3             | Не участвовал  | Не участвовал  | Не участвовал  | Не участвовал  | Не участвовал  | Не участвовал  | Не участвовал  | Не участвовал  | Не участвовал  | Не участвовал  | Не участвовал  |
| 2019/20                                                                                  | Гранд-Рапидс Драйв | 2                | 2                | 22,0             | 30,8             | 40,0             | 100,0            | 4,0              | 1,5              | 1,0              | 0,5              | 17,0             | Не участвовал  | Не участвовал  | Не участвовал  | Не участвовал  | Не участвовал  | Не участвовал  | Не участвовал  | Не участвовал  | Не участвовал  | Не участвовал  | Не участвовал  |
|                                                                                          | Всего              | 12               | 12               | 30,6             | 46,0             | 42,9             | 90,3             | 3,2              | 1,8              | 1,6              | 0,2              | 19,8             | Не участвовал  | Не участвовал  | Не участвовал  | Не участвовал  | Не участвовал  | Не участвовал  | Не участвовал  | Не участвовал  | Не участвовал  | Не участвовал  | Не участвовал  |
| Наведите курсор мыши на аббревиатуры в заголовке таблицы, чтобы прочесть их расшифровку. |                    |                  |                  |                  |                  |                  |                  |                  |                  |                  |                  |                  |                |                |                |                |                |                |                |                |                |                |                |

### Статистика в колледже
| Сезон                                                                                   | Команда | GP  | GS | MPG  | FG%  | 3P%  | FT%  | RPG | APG | SPG | BPG | PPG  |  |
| --------------------------------------------------------------------------------------- | ------- | --- | -- | ---- | ---- | ---- | ---- | --- | --- | --- | --- | ---- |  |
| 2015/16                                                                                 | Крейтон | 34  | 26 | 18,6 | 47,1 | 41,8 | 52,1 | 3,7 | 1,4 | 1,0 | 0,1 | 6,2  |  |
| 2016/17                                                                                 | Крейтон | 35  | 35 | 31,2 | 50,2 | 39,3 | 76,6 | 5,8 | 3,3 | 1,5 | 0,4 | 12,3 |  |
| 2017/18                                                                                 | Крейтон | 33  | 33 | 31,7 | 53,8 | 41,1 | 78,8 | 4,4 | 2,8 | 1,7 | 0,2 | 15,1 |  |
|                                                                                         | Всего   | 102 | 94 | 27,2 | 51,0 | 40,6 | 71,9 | 4,6 | 2,5 | 1,4 | 0,3 | 11,2 |  |
| Наведите курсор мыши на аббревиатуры в заголовке таблицы, чтобы прочесть их расшифровку |         |     |    |      |      |      |      |     |     |     |     |      |  |